# تاتار (جنديرس)
تاتار أو تاتارانلي سابقًا (بالكردية: Tetera‏) هي قرية سوريّة تتبع إداريّاً لمحافظة حلب منطقة عفرين ناحية جنديرس، وبلغ تعداد سكانها 640 نسمة حسب قيود السجل المدني لنهاية عام 2005.